# Friedhelm Dornseifer
Friedhelm Dornseifer (* 3. August 1946 in Siegen) ist ein deutscher Unternehmer im Lebensmitteleinzelhandel. Er war von 2010 bis 2023 Präsident des Bundesverbandes des Deutschen Lebensmittelhandels (BVLH).

## Leben und Leistung
1966 übernahm er von seinem Vater Otto Dornseifer zwei Läden von 17 und 20 m² in Rothemühle und Schönau, zwei Ortsteilen der Gemeinde Wenden im Sauerland, und entwickelte die Unternehmensgruppe Dornseifer im Lauf der Zeit weiter zu aktuell 18 Supermärkten mit Verkaufsflächen von 350 bis 4000 m² mit einer gesamten Verkaufsfläche von über 24.000 m² und mehr als 1000 Mitarbeitern. Die im Sauerland ansässige Unternehmensgruppe ist ein Partner der Rewe Group.
Im Jahr 1967 eröffnete Dornseifer im damaligen Hüttental-Weidenau (heute ein Stadtteil von Siegen)  eine weitere Filiale mit einer Fläche von 200 m². Im Folgejahr wurde eine weitere Filiale und erstmals eine Metzgerei eröffnet. Diese Metzgerei war mit der Grundstein für die Entscheidung, in Zukunft Fleisch- und Wurstwaren nicht nur hinzuzukaufen, sondern diese auch selbst zu produzieren, um die eigenen Märkte mit frischen Fleisch- und Wurstwaren versorgen zu können.
Im Jahr 1991 bekam Dornseifer die Auszeichnung „Goldener Zuckerhut“ der Lebensmittel Zeitung. Am 25. Oktober 1993 übernahm er den Vorsitz der Mittelständischen Lebensmittel-Filialbetriebe (MLF) und hielt diesen bis Mai 2023 inne.